# الطريق الساحلي الليبي
الطريق الساحلي الليبي أو «طريق بالبو» الساحلي (بالإيطالية: Via Balbia)‏ هو طريق معبد يمتد من الحدود الليبية التونسية في أقصى غرب ليبيا إلى الحدود الليبية المصرية في أقصى الشرق. طوله حوالي 1800 كم، وقد تم الانتهاء من إنشائه في عام 1937 في عهد الاحتلال الإيطالي لليبيا، وقد سمّي على اسم إيتالو بالبو الحاكم الإيطالي لليبيا آنذاك.
عبّد الإيطاليون أيضاً طريقاً ثانوياً موازيٍ للطريق الساحلي الذي يبدأ من المرج، ويمر بمراوة، ينتهي عند لملودة، وطوله حوالي 143 كم.
كان هذا الطريق أثناء الحرب العالمية الثانية هو المستخدم غالباً لنقل الإمدادات للقوات المتحاربة في ليبيا سواء كانت قوات المحور أو قوات الحلفاء.
أُعيد تعبيد هذا الطريق عام 1967 وكان هناك مخطط لتنفيذ ازدواجه، لكن هذا لم يتم تنفيذ الازدواج بسبب قيام ثورة الفاتح عام 1969 باستثناء جزأين من الطريق هما صبراته -طرابلس - مصراتة، وإجدابيا - بنغازي - توكرة.
يجب التنويه أن هناك طرقاً أخرى في الجبل الأخضر أكثر قرباً من الساحل من الطريق الساحلي، مثل طريق طلميثة-توكرة، وطريق درنة-سوسة.
في عهد الزعيم الراحل معمر القذافي عام 2008 وقع اتفاقية مع دولة إيطاليا بشأن صيانة الطريق الساحلي الدولي اتفاق ساري المفعول بشأن تعويض ليبيا عن الاحتلال الإيطالي حيث أنها عرضت مشروع الطريق الجديد يقوم بوضع حواجز إسمنتية بين الجهتين اليمين، واليسار لأن الطريق رديء ومتهالك ويسبب كثرة الحوادث. لكن لم يُنجز هذا المشروع بسبب ثورة 17 فبراير سنة 2011.